# Методи порогового обмеження необоротних процесів у довкіллі
Методи порогового обмеження необоротних процесів у довкіллі — методи, спрямовані на обмеження експлуатації біологічних видів і ресурсів, що знаходяться під загрозою зникнення або виснаження (рибні запаси, кити, ссавці суші), а також на захист пружності екосистем, особливо там, де екологічні функції і пружність чутливі до сполучень різних біологічних видів, а зміни у біорізноманітності можуть мати серйозні і незворотні наслідки.